# Anapausis cookiana
Anapausis cookiana är en tvåvingeart som beskrevs av Haenni 1980. Anapausis cookiana ingår i släktet Anapausis och familjen dyngmyggor.
Artens utbredningsområde är Frankrike. Inga underarter finns listade i Catalogue of Life.